# Blonde on Blonde
Blonde on Blonde ist das siebte Studioalbum von Bob Dylan und erschien am 20. Juni 1966. Es ist sein drittes Album nach Highway 61 Revisited und Bringing It All Back Home (beide 1965), auf dem er die Folkmusik elektrisch verstärkte und den Übergang vom Folk zum Rock endgültig vollzog. Blonde on Blonde gilt als das erste Doppelalbum in der Rockmusik.

## Bedeutung
Blonde on Blonde wird als die erste Veröffentlichung eines Rock-Albums auf zwei LPs mit insgesamt 4 Seiten bezeichnet und zählt neben Revolver von den Beatles, Aftermath von den Rolling Stones und Pet Sounds von den Beach Boys zu den herausragenden musikalischen Veröffentlichungen des Jahres 1966. Das stilistisch in sich geschlossene Doppelalbum belegt in diversen Bestenlisten vordere Plätze. Die Musikzeitschrift Rolling Stone führt es auf Platz 9 der 500 besten Alben aller Zeiten. In der Auswahl der 500 besten Alben des New Musical Express erreichte es Platz 62. Pitchfork Media wählte es auf Platz 6 der 200 besten Alben der 1960er Jahre. In der Liste der 100 besten Alben von Mojo belegt es Platz 9. The Guardian wählte es auf Platz 24 der 100 besten Alben. Das Magazin Time nahm Blonde on Blonde in die Zusammenstellung der 100 bedeutendsten Alben auf.

## Entstehung
Die Aufnahmen begannen am 5. Oktober 1965 in den New Yorker Studios der Columbia, doch erst in den weniger hektischen Columbia Recording Studios – ausgerechnet in der Country-Hochburg Nashville/Tennessee – entstand bis zum 10. März 1966 die endgültige Fassung der Stücke. Musikalisch unterstützt wurde Dylan dabei von den Hawks, die ihm bei seiner zu jener Zeit stattfindenden ausgedehnten Tournee (siehe auch The Bootleg Series Vol. 4 Bob Dylan Live 1966 The “Royal Albert Hall” Concert) als Begleitband zur Seite standen und nur wenig später unter dem Namen The Band von sich reden machten, sowie bei den Sessions, von denen die meisten Songversionen für das Album ausgewählt wurden, wesentlich von Studiomusikern aus Nashville. Auf dem abschließenden Sad Eyed Lady of the Lowlands, das eine ganze Seite des Albums einnimmt, ist Al Kooper an der Orgel zu hören. Bob Dylan hat später den Klang, den er damals mit seiner Musik anstrebte, als „that thin, wild mercury sound“ bezeichnet, und diesem Klang sei er niemals näher gekommen als auf Blonde on Blonde.
Die Bedeutung des Albumtitels Blonde on Blonde bleibt so rätselhaft wie viele der dunklen, kryptischen und apokalyptischen Textpassagen voller surrealistischer Drogenmetaphern und furioser rimbaudartiger Traumfantasien. Eine der vielen Legenden führt den Titel auf die Monroe-blonde Schönheit Edie Sedgwick aus dem Umfeld Andy Warhols zurück, mit der Bob Dylan angeblich eine Affäre hatte. Blonde on Blonde könnte auch Bezug nehmen auf die damals Aufsehen erregende Affäre zwischen Brian Jones von den Rolling Stones und der Schauspielerin Anita Pallenberg.
Die Cover-Aufnahme stammt vom US-amerikanischen Photographen Jerry Schatzberg, der die deutliche Unschärfe seines Bildes später damit erklärte, dass es am Tag der Fotosession draußen bitterkalt gewesen sei und er bei der Aufnahme vor Kälte gezittert habe.
Das Album erreichte 1966 mit Platz 9 in den US-amerikanischen Billboard-Charts seine höchste Notierung.

## Titelliste
Alle Songs stammen aus der Feder von Bob Dylan.
Seite 1:
1. Rainy Day Women #12 & 35 – 4:33
2. Pledging My Time – 3:42
3. Visions of Johanna – 7:27
4. One of Us Must Know (Sooner or Later) – 4:53

Seite 2:
1. I Want You – 3:06
2. Stuck Inside of Mobile with the Memphis Blues Again – 7:04
3. Leopard-Skin Pill-Box Hat – 3:50
4. Just Like a Woman – 4:39

Seite 3:
1. Most Likely You Go Your Way and I’ll Go Mine – 3:22
2. Temporary Like Achilles – 5:03
3. Absolutely Sweet Marie – 4:46
4. 4th Time Around – 4:26
5. Obviously 5 Believers – 3:30

Seite 4:
1. Sad Eyed Lady of the Lowlands – 11:23

## Single-Auskopplungen
Billboard-Chartnotierungen mit Eintrittsdatum:
- 1966: Rainy Day Women #12 & 35 – Nr. 2 – 16. April (trotz des Boykotts vieler Radiostationen, die in dem Lied eine Aufforderung zum Drogenkonsum sahen)
- 1966: I Want You – Nr. 20 – 20. Juli
- 1966: Just Like a Woman – Nr. 33 – 10. September
- 1967: Leopard-Skin Pill-Box Hat – Nr. 81 – 20. Mai

## Veröffentlichte Versionen

### Vinyl
Zwei Vinyl-Versionen wurden herausgegeben; neben der Doppel-LP wurden auch beide Platten einzeln verkauft.

### CD
Neben der Erstveröffentlichung auf Doppel-LP wurden und werden auf dem Tonträger CD verschiedene Ausstattungsvarianten angeboten:
- Von Sony Music erschienen innerhalb der Serie Mastersound zwei Veröffentlichungen auf CD, wobei die Aufnahmen digital überarbeitet wurden und eine 24-karätige Goldverspiegelung anstatt der Aluminiumschicht aufgebracht wurde. Von dieser Reihe gibt es zwei Versionen, zum einen eine Limited Edition in einer seitlich aufklappbaren Aufbewahrungsbox in länglicher Buchform mit eingeklebtem und vergrößertem Booklet, zum anderen eine Collector’s Edition, bei der die CD-Hülle in einem Pappschuber aufbewahrt wird. Die Vorderseite des Schubers weist eine halbrunde Ausstanzung in CD-Größe auf, durch welche die Goldschicht des Tonträgers sichtbar ist.
- In der Reihe SPIEGEL Edition – The Vinyl Classics wurde das Album auch als schwarze CD mit Vinyl-Rillenoptik auf der Labelseite veröffentlicht, dabei steckt die CD-Hülle in einem grauen Pappschuber mit ausgestanztem Sichtfenster.